# Zeleneč, Slovacia
Zeleneč este o comună slovacă, aflată în districtul Trnava din regiunea Trnava. Localitatea se află la altitudinea de 146 m deasupra n.m., se întinde pe o suprafață de 11,75 km2 și în 2017 număra 2.572 de locuitori.

## Istoric
Localitatea Zeleneč este atestată documentar din 1243.

## Demografie
| An:                | 1994 | 2004   | 2014   | 2024   |
| ------------------ | ---- | ------ | ------ | ------ |
| Număr de persoane: | 2396 | 2377   | 2576   | 2578   |
| Diferență:         |      | −0,79% | +8,37% | +0,07% |

| An:                | 2023 | 2024   |
| ------------------ | ---- | ------ |
| Număr de persoane: | 2604 | 2578   |
| Diferență:         |      | −0,99% |